# کردهای هلند
کردهای هلند به معنی کردهای مهاجرت کرده یا متولد کشور هلند می‌باشد.
روایات گوناگونی از تعداد کردها در هلند وجود دارد زیرا کردها از ملیت‌های مختلفی هستند و به همین دلیل در آمارهای دولتی بین ۱۵٬۰۰۰ تا ۱۰۰٬۰۰۰ جمعیت دارند. منابعی هم تعداد کردها را در حدود ۷۰٬۰۰۰ نفر عنوان می‌کند.
بیشتر جمعیت کردهای هلند را کردهای ترکیه و عراق تشکیل می‌دهند. همچنین جمعیتی از کردهای ایران و سوریه نیز ساکن این کشور هستند.

## تاریخچه
کارگران کرد در دهه ۱۹۶۰ میلادی از ترکیه به هلند مهاجرت کردند. هزاران پناهنده کرد در دهه ۱۹۶۰ از ترکیه و پس از آن از ایران و عراق به هلند مهاجرت کردند. کردهای زیادی نیز پس از جنگ داخلی سوریه به هلند پناهنده شدند.